# Sergio Vilar
Sergio Vilar (Valencia, 18 de junio de 1935 - Barcelona, 22 de octubre de 1998) fue un sociólogo y escritor español.
Doctor en Ciencias Políticas y Sociología por la Universidad de la Sorbona de París, ejerció como profesor de ambas materias en este centro universitario. Autor de numerosos artículos y colaboraciones, fue secretario de redacción de la revista Destino y Papeles de Son Armadans, dirigida por el escritor y premio Nobel, Camilo José Cela. Con Cela colaboró en la revista trimestral El Extremali. Fue colaborador de diversos medios de comunicación: La Vanguardia, Mundo Diario, El País y Diario 16. 
Militante de izquierdas durante el franquismo, trabajó en la coordinación de los diversos partidos socialistas, fundamentalmente con el Partido Socialista de Euskadi, el Partido Socialista Popular y los diversos grupos que constituirían posteriormente el Partit dels Socialistes de Catalunya. Durante la clandestinidad ingresó en el Partido Comunista de España (PCE), y tras su traslado a Cataluña, hizo lo propio en el Partido Socialista Unificado de Cataluña (PSUC), referente catalán del PCE. Colaboró en las páginas culturales del semanario comunista, Mundo Obrero. Durante su militancia comunista discrepó abiertamente de los métodos analíticos y organizativos internos, optando en 1978 por darse de baja como militante.  
Fue Premio Espejo de España en 1986 por su obra La década sorprendente. 1976-1986. También publicó: La oposición a la dictadura, 1939-1969; El poder está en la calle (1968), por el que tuvo que exiliarse a Francia perseguido por la dictadura; Cuba, socialismo y democracia (1973); La naturaleza del franquismo (1977); El viaje y la utopía (1985); La universidad, entre el fraude y la irregularidad (1987); y El futuro de la cultura (1988), entre otros títulos. Hizo balance de su militancia y salida de PCE en: El disidente (1981) y Por qué se ha destruido el PCE (1986).
- Datos: Q6125674